# Melhania zavattarii
Melhania zavattarii är en malvaväxtart som beskrevs av Cuf.. Melhania zavattarii ingår i släktet Melhania och familjen malvaväxter. Inga underarter finns listade i Catalogue of Life.